# Dorothea Köring
Dorothea "Dora" Köring (Chemnitz, Imperi alemany, 11 de juliol de 1880 − Dresden, Alemanya nazi, 13 de febrer de 1945) fou una tennista alemanya, guanyadora de dues medalles olímpiques als Jocs Olímpics d'Estocolm de 1912.

## Biografia
Va néixer l'11 de juliol de 1880 a la ciutat de Chemnitz, població situada a l'estat de Saxònia, que en aquells moments formava part de l'Imperi alemany i avui dia d'Alemanya.
Va morir el 13 de febrer de 1945 a la ciutat de Dresden a conseqüència del bombardeig realitzat per les tropes aliades durant la Segona Guerra Mundial.

## Carrera esportiva
Va participar, als 31 anys, en els Jocs Olímpics d'Estiu de 1912 celebrats a Estocolm (Suècia), on va aconseguir guanyar la medalla d'or en la competició olímpica de dobles mixtos fent parella amb Heinrich Schomburgk i la medalla de plata en la competició individual al perdre la final davant la francesa Marguerite Broquedis.

## Jocs Olímpics

### Individual
| Any  | Campionat                       | Oponent              | Resultat      |
| ---- | ------------------------------- | -------------------- | ------------- |
| 1912 | Jocs Olímpics, Estocolm, Suècia | Marguerite Broquedis | 6−4, 3−6, 4−6 |

### Dobles mixtos
| Any  | Campionat                       | Parella             | Oponents                      | Resultat |
| ---- | ------------------------------- | ------------------- | ----------------------------- | -------- |
| 1912 | Jocs Olímpics, Estocolm, Suècia | Heinrich Schomburgk | Sigrid Fick Gunnar Setterwall | 6−4, 6−0 |